# Kakkodi
Kakkodi es una ciudad censal situada en el distrito de Kozhikode en el estado de Kerala (India). Su población es de 42866 habitantes (2011). Se encuentra a 7 km de Kozhikode.

## Demografía
Según el censo de 2011 la población de Kakkodi era de 42866 habitantes, de los cuales 20434 eran hombres y 22432 eran mujeres. Kakkodi tiene una tasa media de alfabetización del 97,12%, superior a la media estatal del 94%: la alfabetización masculina es del 98,47%, y la alfabetización femenina del 95,90%.